# عجب‌شیر
عَجَب‌شیریازدهمین شهر استان آذربایجان شرقی از لحاظ جمعیت و یکی از شهرهای جنوبی استان آذربایجان شرقی و مرکز شهرستان عجب شیر است. ساکنان شهر عجب‌شیر به زبان ترکی آذربایجانی سخن گفته و اکثریت پیرو دین اسلام و مذهب شیعهٔ دوازده‌امامی هستند. مسلمانان علوی نیز در این شهرستان در اقلیت هستند. از مراکز تفریحی و مناظر زیبای آن می‌توان به سد قلعه چای، بندر رحمانلو، چشمه‌های شگفت‌انگیز ساری سو، آبشار شرشر هرگلان و مناطق بکر و زیبای زیادی اشاره کرد.
شهرستان عجب‌شیر با وسعت ۷۳۸ کیلومتر مربع (۱٫۶ درصد مساحت استان) در ۱۰۰ کیلومتری تبریز واقع شده و از سمت شمال با شهرستان‌های اسکو و آذرشهر، از سمت شرق با شهرستان مراغه، از سمت غرب با دریاچهٔ ارومیه و از سمت جنوب با شهرستان بناب هم‌مرز است. پادگان عجب‌شیر معروف‌تر از خود عجب‌شیر است.

## اشخاص
پروفسور عجب‌شیرزاده یکی از ستاره‌شناسان معروف ایران است که تهیه و تدوین تقویم سالانه توسط ایشان انجام می‌گیرد.

## در کتاب‌ها
کتاب «عجب‌شیر مروارید چیچست»، تألیف: حسین بابک، به جغرافیای تاریخی عجب‌شیر پرداخته‌است.

## سابقهٔ تاریخی
طبق روایات تاریخی، شهر عجب‌شیر و حومهٔ نزدیک آن کلاً بقایای شهر گمشدهٔ شیز، کوچک‌ترین شهر آذربایجان در عهد اشکانیان و سامانیان است. در تأیید احتمالی این روایات، وجود چند پدیدهٔ باستانی و آثار حیات انسانی در فواصل مختلف بدان قوت بیشتری می‌بخشد. در مراجعه به سوابق تاریخی شهر به نظر می‌رسد که مقر اولیه و هستهٔ مرکزی آن، یکی از محلات قدیمی موسوم به سعیدآباد (به گفتار محلی: سَیْدآباد) بوده‌است و در قسمت جنوبی شهر قرار دارد. یکی از مهم‌ترین نقاطی که انتظار می‌رود گسترش اصلی سکونت در این منطقه باشد، روستای شیشوان (به گفتار محلی: شاوان) است. با این‌همه، پیشینهٔ تاریخی این منطقه در هاله‌ای از ابهام قرار گرفته‌است.

## اقلیم و آب‌وهوا
شهر عجب‌شیر در سینهٔ جلگهٔ حاصلخیز، بر روی رسوبات غنی رودخانهٔ قلعه چای، در دامنهٔ جنوب ارتفاعات تورجان و جرئیدن از پیش‌کوه‌های توده سهند واقع شده‌است. ظاهراً انگیزهٔ پیدایش و علل وجودی آن داشتن موقعیت جغرافیایی ممتاز، اقلیم مساعد، خاک‌های بارور، منابع آب، روستاهای آباد و دسترسی به دریاچهٔ ارومیه بوده‌است. در این شهر باغات مختلف میوه‌ها از جمله: سیب، انگور، آلبالو و… وجود دارد. در این شهر خشکبار همچون بادام، گردو و… نیز وجود دارد. در حومهٔ این شهرستان خوش‌آب‌وهوا باغات زیادی در روستاهای بالادست وجود دارد. از بالادست این روستاها رودخانه‌ای با نام قلعه چای جاری می‌شود که منتهی به سد قلعه چای می‌شود.

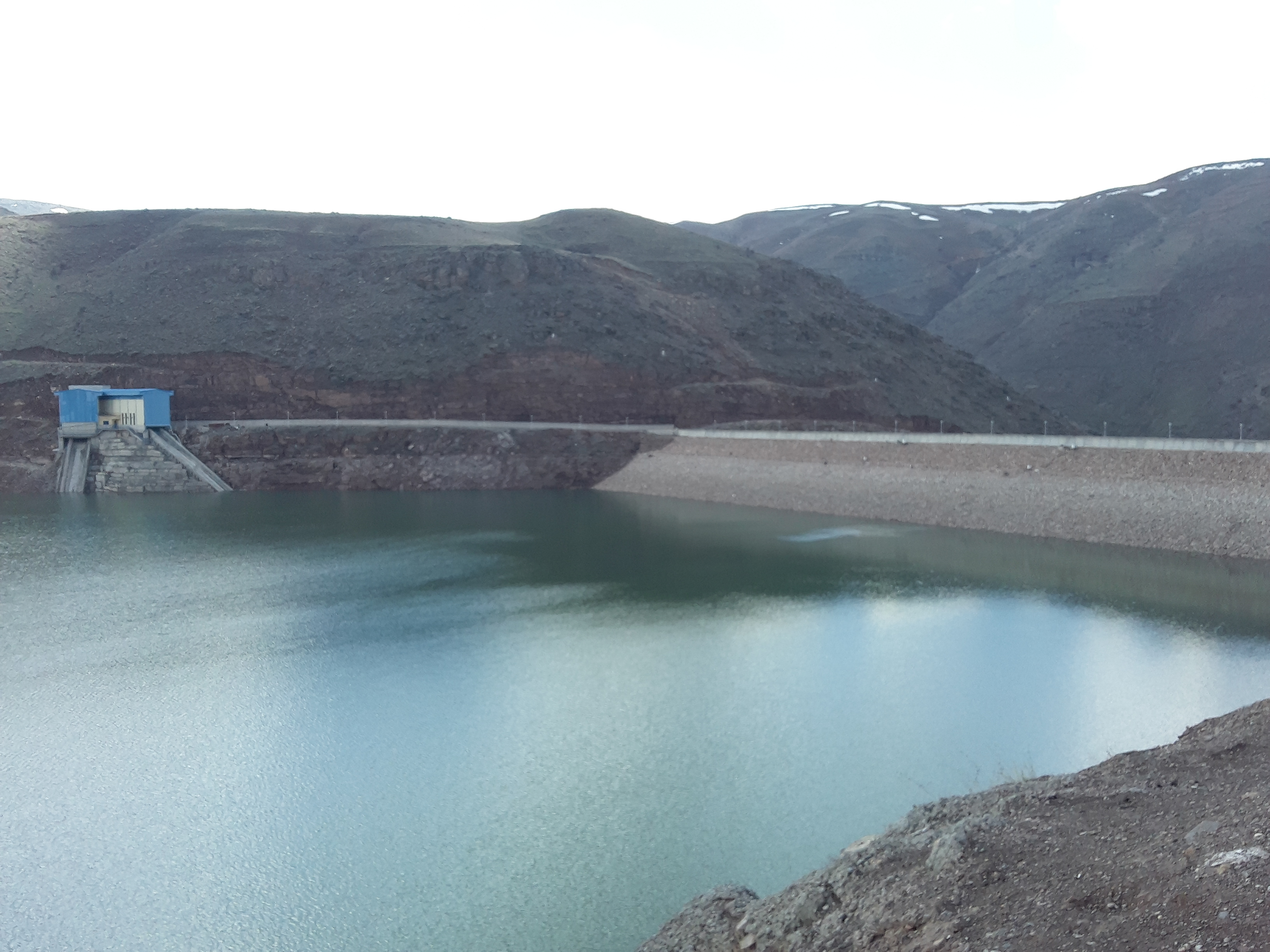
سد قلعه چای

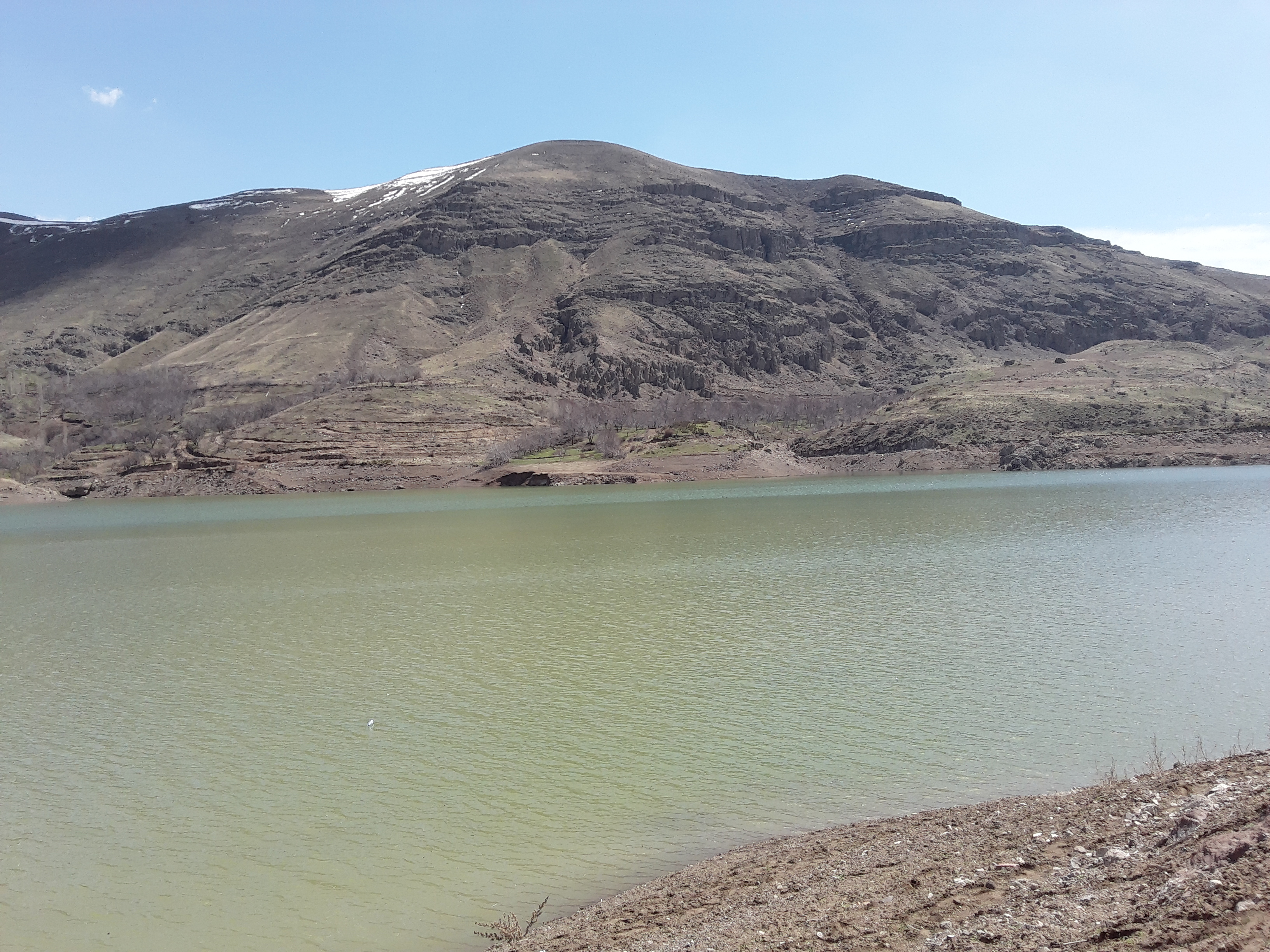
رود قلعه چای

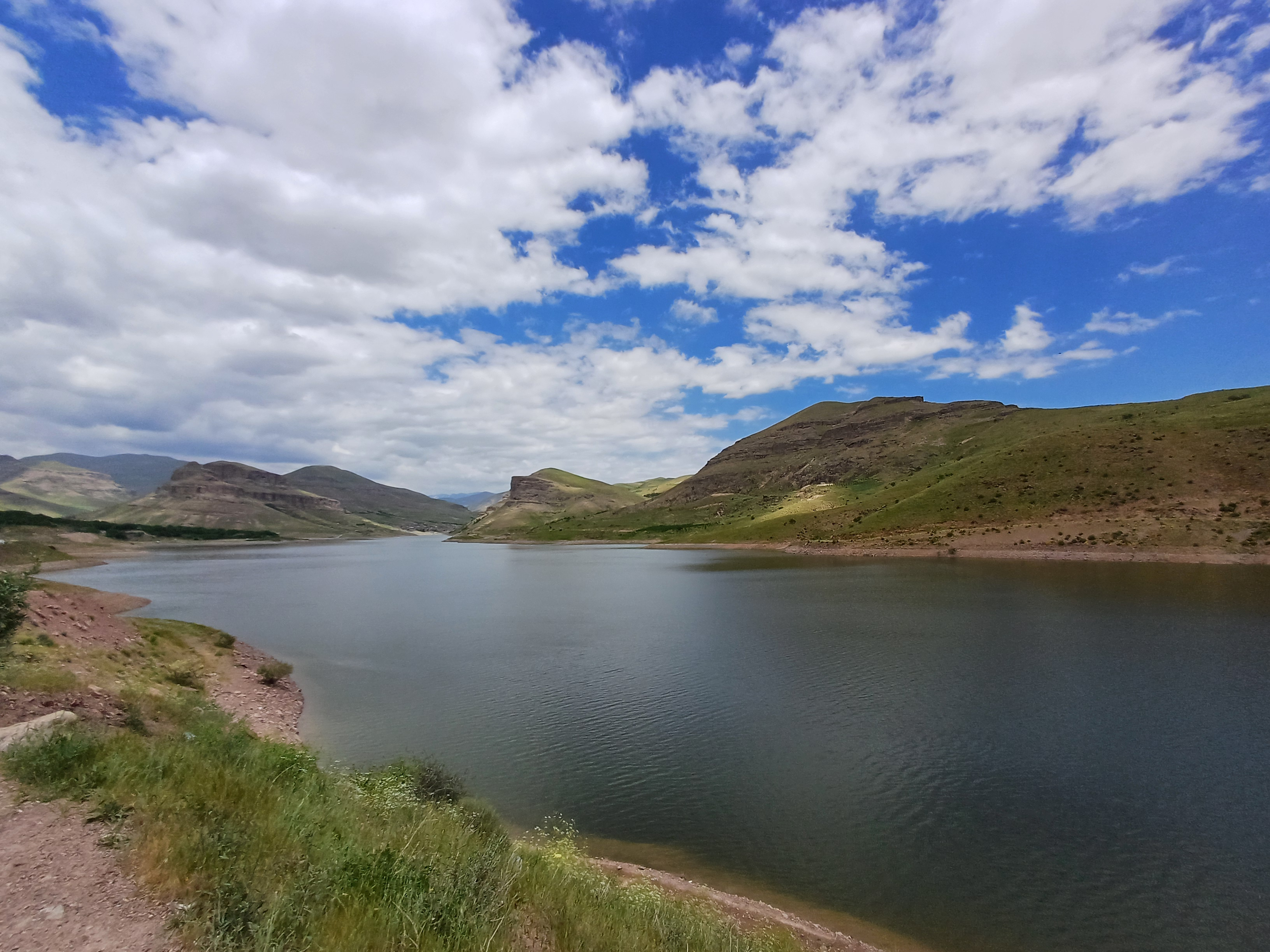
رودخانه قلعه چای در پشت سد - بهار 1403

## نقاط تاریخی و دیدنی

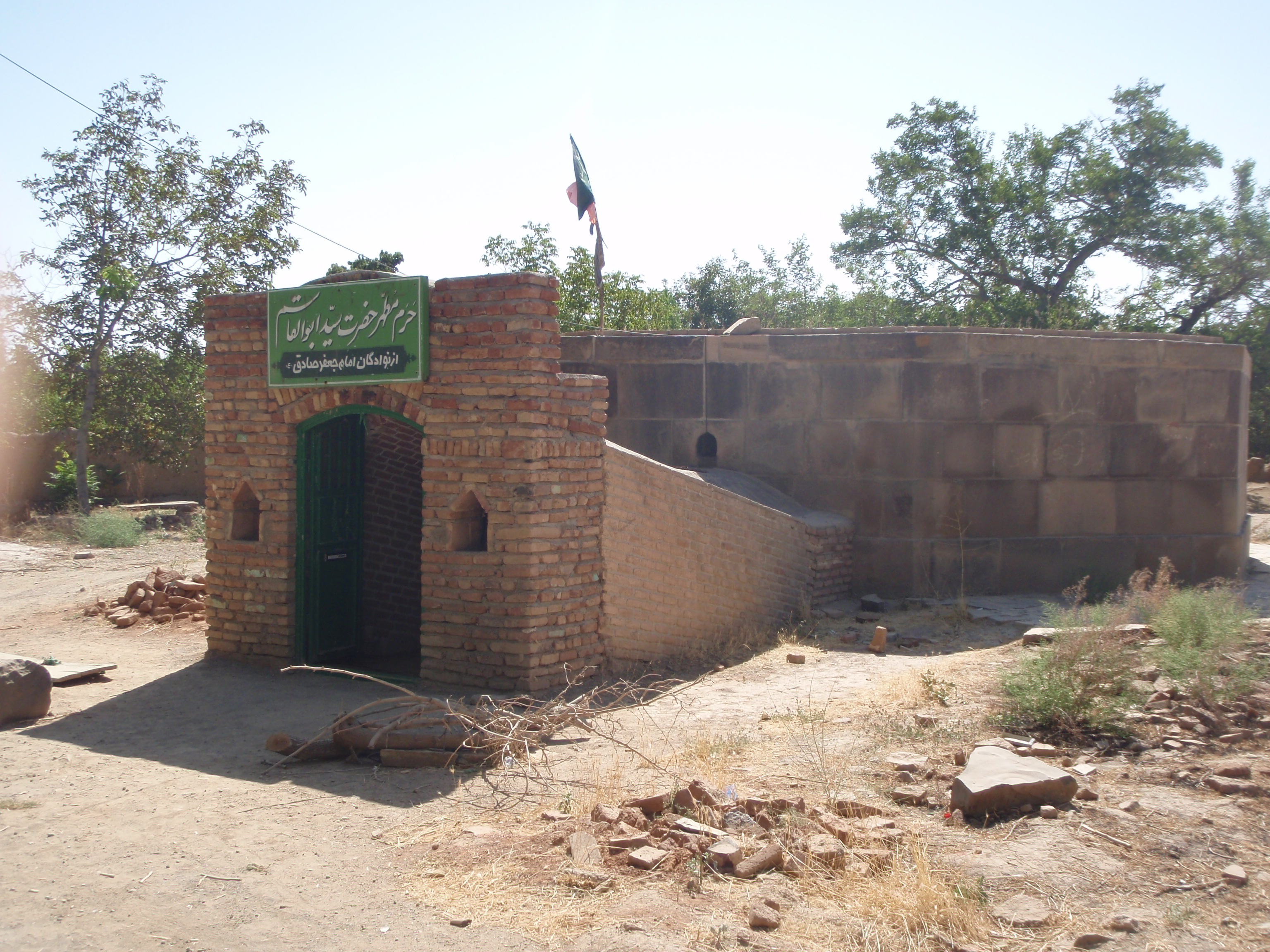
امامزاده قاسم عجب‌شیر مربوط به دورهٔ ایلخانی

پادگان عجب‌شیر یکی از مراکز مهم آموزشی ارتش می‌باشد که هم در کشور و هم در خاورمیانه بسیار نمونه و بی‌نظیر است.
امامزاده سیدابوالقاسم در فاصلهٔ ۲ کیلومتری شمال عجب‌شیر مربوط به دورهٔ ایلخانی از نقاط تاریخی این شهر محسوب می‌شود.
.
یکی از زیباترین نقاط تاریخی این شهرستان مسجد شیری یا مسجد جامع عجب‌شیر است که با روایت‌های بومی این منطقه متعلق به قوم شیر بوده.
.
از نقاط دیگر و تقریباً مرموز این شهرستان وجود قلعه‌ای بر فراز یکی از کوه‌های این منطقه است که در آن سفال‌های با رنگ‌های گوناگون و قدیمی یافت می‌شود. متأسفانه به دلیل سوء مدریت و عدم توجه مسئولان در آنجا حفاری‌های غیرقانونی برای یافتن طلا صورت می‌گیرد که باعث خراب شدن و از بین رفتن خط لوله سفالی قدیمی این بخش می‌شود.
سد بزرگ قلعه چای در روستای قلعه چای که نقش مهمی در آبیاری زمین‌های کشاورزی در این منطقه دارد همچنین می‌توان ماهی قزل‌آلا را در این محل صید کرد.
آبشار چاخ‌چاخان در روستای هرگلان،امامزاده علی بولاغی در روستای بوکت،موزه حمام در حمام کوچه عجب‌شیر نمونه هایی از نقاط دیدنی عجب‌شیر است.